# ربکا هلکومب
ربکا هلکومب (انگلیسی: Rebecca Holcombe؛ زادهٔ ۱۹۶۶ (۵۸–۵۹ سال)) سیاست‌مدار اهل ایالات متحده آمریکا است. ربکا سیاستمدار و آموزگار آمریکایی است که از سال ۲۰۱۴ تا ۲۰۱۸ به عنوان وزیر آموزش و پرورش ایالت ورمانت فعالیت کرد. او در سال ۲۰۲۲ به‌عنوان یکی از نمایندگان حوزهٔ ویندزور-اورنج ۲ در مجلس نمایندگان ورمانت انتخاب شد. در ۱۶ ژوئیه ۲۰۱۹، هالکومب اعلام کرد که قصد دارد در انتخابات فرمانداری ورمانت در سال ۲۰۲۰ شرکت کند. در انتخابات مقدماتی حزب دموکرات، او پس از دیوید زاکرمن، معاون فرماندار وقت، در جایگاه دوم قرار گرفت.

## زندگی اولیه و تحصیلات
هالکومب فرزند کارمندان سازمان ملل است و دوران کودکی خود را در کشورهای فیجی، افغانستان، پاکستان، و سودان گذراند. او مدرک کارشناسی خود را از دانشگاه براون، مدرک MBA را از دانشگاه سیمونز، و دکترای آموزش را از مدرسه عالی آموزش دانشگاه هاروارد دریافت کرد. همچنین، او گواهینامهٔ تدریس خود را از مؤسسهٔ Upper Valley Educators و دوره‌های مدیریت مدارس دولتی را در کالج ایالتی لیندون گذراند.

## فعالیت‌های حرفه‌ای
هالکومب در نقش معلم، مدیر مدرسه، و رهبر بخش‌های آموزشی در Upper Valley مشغول به کار بود. بین سال‌های ۲۰۱۱ تا ۲۰۱۴، او مدیر برنامهٔ آموزش معلمان در کالج دارتموث بود. در پاییز ۲۰۱۳، او به‌عنوان وزیر آموزش ورمانت منصوب شد و این نقش را تا سال ۲۰۱۸ ادامه داد.

## وزیر آموزش ورمانت
دوران تصدی هالکومب با اصلاحات گسترده در نظام آموزشی ورمانت همراه بود. او نقش کلیدی در اجرای قانون ۴۶ که به منظور یکپارچه‌سازی نواحی آموزشی کوچک تصویب شده بود، ایفا کرد. در زمان مدیریت او، ۱۵۷ ناحیهٔ آموزشی به ۳۹ ناحیهٔ واحد ادغام شدند. هالکومب همچنین از سیاست‌های حمایتی برای دانش‌آموزان تراجنسیتی پشتیبانی کرد و علیه تبعیض‌های اجتماعی موضع گرفت.

## استعفا و انتقاد از سیاست‌های فرمانداری
هالکومب در ۱ آوریل ۲۰۱۸ از سمت خود استعفا داد. او دلیل مشخصی برای استعفا ارائه نداد، اما پس از خروج از دولت، به‌صورت علنی از سیاست‌های آموزشی فرماندار فیل اسکات انتقاد کرد. برخی از هیئت‌های مدیرهٔ مدارس نگران بودند که استعفای او اجرای قانون ۴۶ و ادغام نواحی را به تأخیر بیندازد.

## نامزدی در انتخابات فرمانداری
در سال ۲۰۱۹، هالکومب نامزدی خود را برای فرمانداری ورمانت در انتخابات ۲۰۲۰ اعلام کرد. او هدف از شرکت در انتخابات را ایجاد تغییر در سیاست‌های ایالتی اعلام کرد و از سیاست‌های دولت اسکات انتقاد نمود. به دلیل همه‌گیری کووید-۱۹، هالکومب کمپین خود را به‌طور مجازی برگزار کرد. او در انتخابات مقدماتی حزب دموکرات پس از زاکرمن در جایگاه دوم قرار گرفت.